# Störsignal
Ein Störsignal, engl. interfering signal, ist ein Signal, das ungewollt durch kapazitive, induktive oder galvanische Kopplung auf den Leitungen als Streusignal auftritt. Das Gegenteil von Störsignal ist das Nutzsignal. Gezielte Störsendungen werden als „Jamming“ bezeichnet, sie können sich als Elektronische Gegenmaßnahmen gegen unerwünschte Nachrichtenverbreitung richten.
Störsignale werden einerseits vom Übersprechen (Nebensprechen) benachbarter Leitungen generiert, andererseits von äußeren EMV-Einflüssen (Elektromagnetische Verträglichkeit). Störsignale beeinträchtigen das Empfangssignalverhalten, weswegen man durch gezielten Kabelaufbau diese Signale und vor allem ihre Einstrahlung zu verhindern oder zu reduzieren sucht.
Bei abgeschirmten Kabeln ist der externe Einfluss so gering, dass er vernachlässigt werden kann. Bei unabgeschirmten Kabeln können jedoch benachbarte Signalleitungen das Dämpfung-Nebensprech-Verhältnis (ACR = attenuation to crosstalk ratio) zusätzlich negativ beeinflussen.
Bei unsymmetrischen Kabeln wie beispielsweise Koaxialkabeln werden die Einstreuungen über eine oder mehrere Schirmungen abgeleitet. Bei symmetrischen Datenkabeln (Twisted-Pair) werden die Störsignale durch einen vollkommen symmetrischen Kabelaufbau kompensiert. Der Aufbau der Adern ist dabei so gewählt, dass durch die Leitungsverseilung eingestreute Störsignale auf beiden Leitungen in gleicher Stärke auftreten und der Empfänger nur noch die Differenz der Störsignale empfängt. In der Praxis trifft das aber nur bedingt zu, daher muss die EMV-Festigkeit entweder durch einen Schirm verbessert werden, oder das Einsatzgebiet ist so gewählt, dass die Verdrillung ausreicht.